# カール＝グスタフ・ロスビー

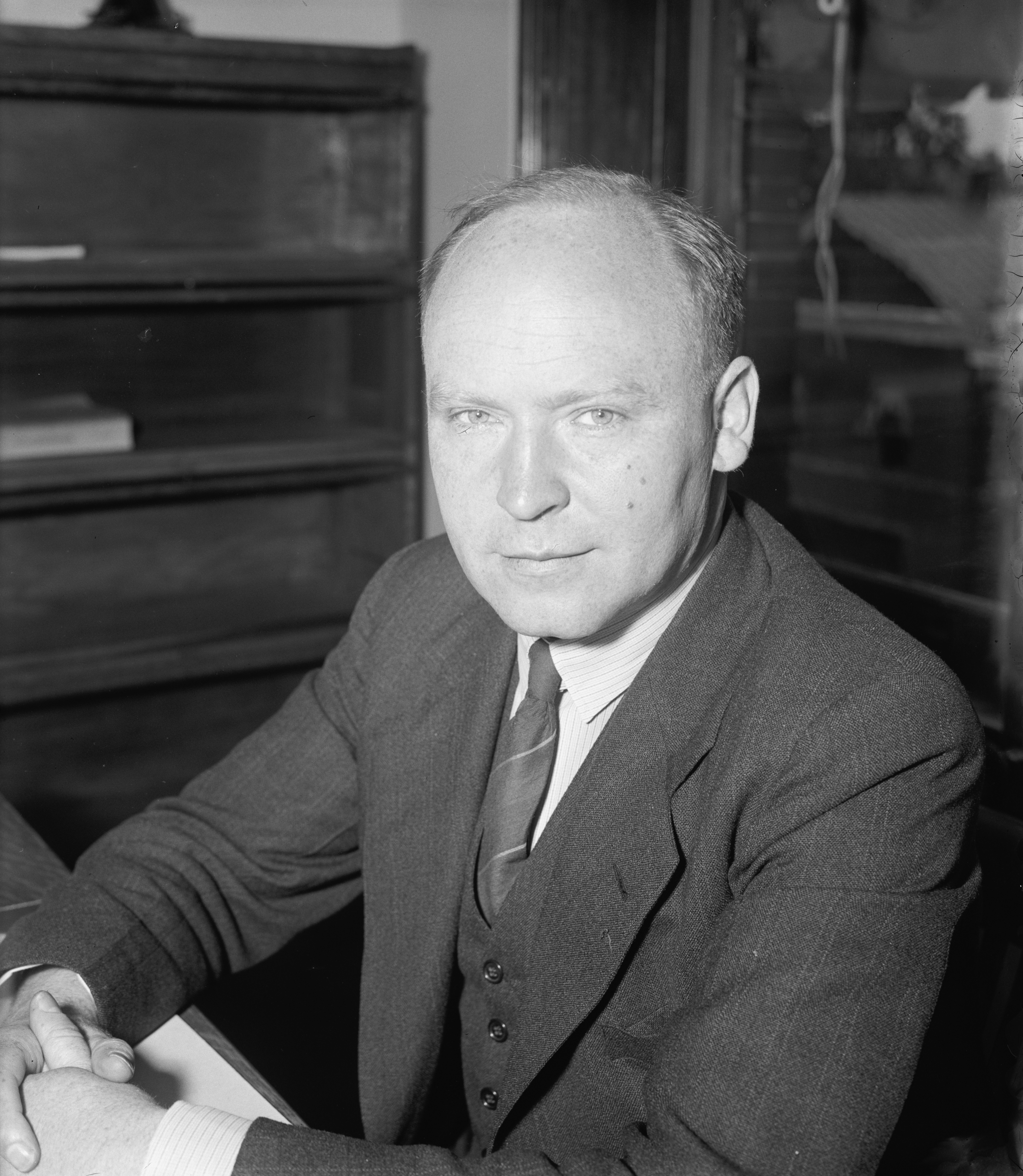
カール＝グスタフ・ロスビー

カール＝グスタフ・ロスビー（Carl-Gustaf Arvid Rossby、1898年12月28日 - 1957年8月19日）は、スウェーデン生まれのアメリカの気象学者。

## 経歴
ストックホルム生まれ。ストックホルム大学を卒業後、V・ビヤークネスに招かれ、ノルウェーのベルゲン地球物理学研究所で極前線論の研究を始める。1926年渡米し、気象局に務めた後、1928年マサチューセッツ工科大学の助教授に就任。1939年アメリカに帰化し、気象局の副局長となり、研究と教育部門の責任者となった。1941年シカゴ大学の気象学主任教授となり、以後約10年間は彼を中心とするシカゴ学派が気象力学の面で活躍した。1950年からはストックホルム大学の教授も兼ね、同地に国際的な気象研究所を開設。
気団分析用のロスビー図の考案やロスビー波の発見、ジェット気流・偏西風・絶対渦度保存の研究、アイセントロピック解析などが主要な業績である。大気の大規模な運動を熱学的に論じて、気象学を飛躍的に発展させた功績は大きく、「近代気象学の父」と呼ばれる。また、多数の優秀な弟子を育成し、アメリカの「気象学雑誌（Journal of Meteorology）」やスウェーデンの気象誌「Tellus」を創刊するなど、教育者・組織者としても国際的に活躍した。

## 栄誉
1951年には気象学に対する貢献を称えるカール＝グスタフ・ロスビー研究賞が制定され、毎年1名に授与されている。ロスビー自身も1953年に受賞している。同年にはサイモンズ・ゴールドメダルも受賞した。